# Boško Petrović
Božidar Boško Petrović (cirílico serbio Божидар Бошко Петровић; Bela Palanka, 7 de abril de 1911 - Villanueva de la Cañada, 12 de julio de 1937) fue un futbolista y aviador yugoslavo de origen serbio. Participó en la Guerra Civil Española enrolado en la Fuerza Aérea de la República Española, y a pesar de hacerlo durante menos de dos meses, logró derribar en solitario cinco aviones enemigos y con apoyo otros tres antes de ser abatido en las inmediaciones de Brunete (Madrid). Su hermano Dobre Petrović le sustituyó en la 1.ª Escuadrilla.
En una acción conjunta con el comandante soviético Evgeniy Ptukhin, algunas fuentes lo citan como el primer piloto en la historia en derribar un moderno caza Messerschmitt Bf 109, aunque otras atribuyen este hecho al piloto estadounidense Frank Glasgow Tinker.

## Biografía

### Estudios y carrera deportiva
Boško Petrović nació cerca de Bela Palanka, en el Reino de Serbia, el 7 de abril de 1911. Tras finalizar la enseñanza secundaria, ingresó en la Universidad de Belgrado como estudiante de Derecho. En esa época se unió al ilegal Partido Comunista de Yugoslavia.
Durante su época universitaria, Petrović desarrolló una importante actividad deportiva. Fue futbolista profesional, llegando a jugar en el FK Vojvodina entre 1932 y 1934 y en SK Jugoslavija y BSK Belgrado entre 1934 y 1936. Llegó a jugar un partido con la Selección de fútbol de Yugoslavia, en un encuentro en París contra Francia el 16 de diciembre de 1934.

### Instrucción militar
Tras su graduación de la universidad, se inscribió en la Real Fuerza Aérea Yugoslava, siendo enviado a Novi Sad como cadete en la clase 16 de la escuela de pilotos del 1.º Regimiento del Aire. Se graduó como piloto en abril de 1936 y, aprovechando una visita a París con el BSK Belgrado, se quedó en la ciudad, dedicándose a probar distintos tipos de aviones, como el Avia BH-33 y el Hawker Fury.
Al inicio de la Guerra Civil en España, decidió unirse a la Fuerza Aérea de la Segunda República Española como voluntario, y con el apoyo de la organización comunista, que le proporcionó un pasaporte falso con el nombre en español de Fernández García, llegó a la España republicana, con su amigo serbio Sreten Dudić el día de Navidad de 1936.

### Guerra Civil Española

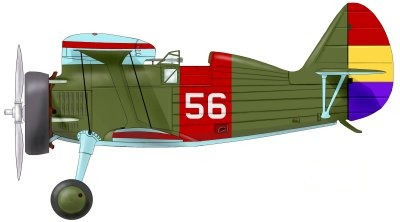
Polikarpov I-15 de la Fuerza Aérea de la República Española. A los mandos de un chato Boško Petrović participó en la guerra aérea de la Batalla de Madrid, contabilizando hasta ocho derribos, tres de ellos compartidos.

Ambos fueron enviados a la escuela del aire de Albacete, donde recibieron un curso de capacitación de 26 días. Después, fueron asignados al Grupo André Malraux, equipados con un Breguet 19, en la defensa costera de la Base Aérea de Manises, en Valencia, pero el 14 de febrero de 1937 fueron alcanzados, falleciendo Dudić y resultando herido Petrović.
Tras una breve estancia en el hospital, en marzo de 1937, fue asignado a la 2.ª Escuadrilla del Grupo 12, pilotando un moderno bombardero soviético Tupolev SB, con el que realizó varias misiones. Solicitó incorporarse al frente pilotando un avión de combate, siendo enviado a la escuela de vuelo de El Carmolí, en Cartagena, donde fue capacitado a los mandos del Polikarpov I-15 (coloquialmente chato) hasta mayo de 1937. Se incorporó a la 1.ª Escuadrilla de chatos junto a un grupo de pilotos soviéticos, dos austríacos y dos estadounidenses, al mando del capitán Ivan Yeremenko.
Se incorporó al frente aéreo de la Defensa de Madrid, realizando su primer derribo (un Fiat C.R.32 de la Aviación nacional) el 2 de junio de 1937, en la Sierra de Guadarrama.
En julio su escuadrón comenzó a operar desde el aeródromo de Campo Soto, cerca de Algete, para dar soporte aéreo al frente de Brunete. El 6 de julio, Petrović y Yeremenko derribaron un bombardero alemán Dornier Do 17, y más tarde Petrović anunció el derribo de otro C.R.32 italiano también en el área de Brunete.
El 7 de julio, Petrović derribó otro C.R.32, y el 8 de julio, junto al comandante soviético Evgeniy Ptukhin, un moderno Messerschmitt Bf 109 alemán. El 9 de julio se le adjudicó el derribo de otro C.R.32 en la misma área.

### Muerte

Localización del municipio de Villanueva de la Cañada en la Comunidad de Madrid. En el combate aéreo del 12 de julio de 1937, el avión de Petrović se estrelló en sus inmediaciones, pereciendo en el acto el piloto serbio. La mayoría de las fuentes sostienen que fue alcanzado por un aparato de la aviación Nacional, mientras otras dicen que su chato fue afectado por la explosión de un avión enemigo.

En la mañana del 12 de julio, junto a otro compañero, logró el derribo de un Heinkel He 111. Ese día, por la tarde, se produjo un gran combate aéreo: Petrović derribó un C.R.32 y, tras cubrir al capitán Yeremenko, fue alcanzado por otro C.R.32 (posiblemente pilotado por Miguel García Pardo) tras lo que se estrelló y falleció en el acto. Otras fuentes aseguran que los daños en el avión de Petrović fueron producto de la explosión del C.R.32 que había derribado.
Su hermano Dobre, que había seguido sus pasos como piloto, llegó ese mismo día al aeródromo de Algete para encontrarse con él, enterándose allí mismo de la noticia. Dobre solicitó ocupar el lugar de su hermano en la Fuerza Aérea Republicana y, tras su proceso de formación en Cartagena, ingresó también en la 1.ª Escuadrilla, al mando de Anatoli Serov y Evgeniy Antonov, operando en el Frente de Aragón.
En el momento de su muerte, a Boško Petrović le fueron acreditados cinco derribos, como uno de los ases de la Guerra Civil Española. Otras fuentes le atribuyen siete derribos. Sus restos reposan probablemente en una fosa común en Brunete.

## Homenajes
La Asociación de Fútbol de Yugoslavia colocó el 23 de mayo de 1959 una placa conmemorativa en su honor en el Estadio Partizan de Belgrado, y sendas calles en Belgrado, Novi Sad e Ivanjica, localidad natal de sus padres, fueron también nombradas en su honor.

## Clubes
| Club           | País   | Año         |
| -------------- | ------ | ----------- |
| FK Vojvodina   | Serbia | 1932 - 1934 |
| SK Jugoslavija | Serbia | 1934        |
| BSK Belgrado   | Serbia | 1935 - 1936 |